# Goniolimon rubellum
Goniolimon rubellum är en triftväxtart som först beskrevs av Samuel Gottlieb Gmelin, och fick sitt nu gällande namn av Michail Klokov. Goniolimon rubellum ingår i släktet Goniolimon och familjen triftväxter. Inga underarter finns listade i Catalogue of Life.